# Cunningham Glacier
Cunningham Glacier är en glaciär i Antarktis. Den ligger i Östantarktis. Nya Zeeland gör anspråk på området. Cunningham Glacier ligger 1 301 meter över havet.
Terrängen runt Cunningham Glacier är bergig söderut, men norrut är den kuperad. Trakten är obefolkad. Det finns inga samhällen i närheten.